# 广阔疣扇蟹
广阔疣扇蟹（学名：Daira perlata）为扇蟹科疣扇蟹属的动物。分布于日本、夏威夷、经印度洋至红海及东非以及中国大陆的西沙群岛、海南岛等地，生活环境为海水，常栖息于珊湖礁浅水中。